# Монтгомері (округ, Огайо)
Шаблон:StateAbbr_ 39°45′ пн. ш. 84°17′ зх. д. / 39.75° пн. ш. 84.29° зх. д.
Округ Монтгомері (англ. Montgomery County) — округ (графство) у штаті Огайо, США.

## Історія
Округ був заснований 1 травня 1803 року та був названий у честь ірландського військового та політичного діяча Річарда Монтґомері генерала армії США під час війни за незалежність США, який загинув намагаючись захопити Квебек. Ідентифікатор округу 39113.

## Демографія
За даними перепису
2000 року
загальне населення округу становило 559062 осіб, зокрема міського населення було 533559, а сільського — 25503.
Серед мешканців округу чоловіків було 268371, а жінок — 290691. В окрузі було 229229 домогосподарств, 146843 родин, які мешкали в 248443 будинках.
Середній розмір родини становив 2,96.
Віковий розподіл населення поданий у таблиці:
| Стать    | До 15 років | 15-21 | 22-29 | 30-39 | 40-49 | 50-65 | 65-85 | Понад 85 |
| -------- | ----------- | ----- | ----- | ----- | ----- | ----- | ----- | -------- |
| Чоловіки | 58948       | 27637 | 28918 | 40205 | 40456 | 41375 | 28506 | 2326     |
| Жінки    | 56257       | 27925 | 29781 | 41151 | 43319 | 46393 | 39834 | 6031     |

## Політика
У останніх шести президентських виборах мешканці округу віддавали перевагу кандидатам від демократів, з не з великою перевагою.
| Year | Демократична партія США | Республіканська партія США |
| ---- | ----------------------- | -------------------------- |
| 2012 | 50.7 % 128,983          | 47.7 % 121,188             |
| 2008 | 52.3 % 145,997          | 46.1 % 128,679             |
| 2004 | 50.6 % 142,997          | 49.0 % 138,371             |
| 2000 | 49.6 % 114,597          | 47.5 % 109,792             |
| 1996 | 50.0 % 115,469          | 41.3 % 95,391              |
| 1992 | 41.3 % 108,017          | 40.0 % 104,751             |
| 1988 | 41.8 % 95,737           | 57.5 % 131,569             |
| 1984 | 40.5 % 94,016           | 59.0 % 137,053             |
| 1980 | 50.0 % 105,110          | 47.1 % 101,443             |
| 1976 | 50.4 % 106,468          | 47.4 % 100,223             |
| 1972 | 39.4 % 82,231           | 58.0 % 120,998             |
| 1968 | 46.4 % 96,082           | 40.9 % 84,766              |
| 1964 | 63.8 % 126,633          | 36.2 % 71,979              |
| 1960 | 47.3 % 98,325           | 52.7% 109,602              |

## Суміжні округи
- Маямі — північ
- Кларк — північний схід
- Ґрін — схід
- Воррен — південь
- Батлер — південний захід
- Пребл — захід
- Дарк — північний захід